# Dusambé
Dusambé (en tayiko y ruso: Душанбе, transliterado académicamente como Dušanbe, llamada Dyushambe hasta 1929, y Stalinabad entre ese año y 1961) es la capital y la ciudad más poblada de la república de Tayikistán. Tiene un área o una superficie oficial de 203 km²; y su población es de 1.201.800 habitantes según el censo nacional tayiko del 21 de septiembre de 2010, implicando por lo tanto 7240 hab./km². Se trata, con gran diferencia, de la ciudad más poblada del país.

## Toponimia
El nombre de la capital de Tayikistán proviene de la palabra tayika para referirse al lunes (du "dos" + shanba o shanbé "día", lit. "día dos"), etimología que alude al hecho de que en el lugar se celebraba un mercado ese día de la semana.

## Historia
Aunque existen restos arqueológicos que se remontan al siglo V a. C., Dusambé fue un pequeño poblado hasta hace unas ocho décadas.
En 1920, el último Emir de Bujará se refugió en Dusambé tras ser derrocado por la revolución bolchevique. Huyó a Afganistán después de que el Ejército Rojo conquistara la zona el año siguiente. La ciudad fue tomada por Enver Pashá en 1922 y fue el cuartel general de Ibrahim Bek, un líder tayiko que luchó contra los bolcheviques. 
Compuesta en realidad por tres poblados, de los cuales el más grande se llamaba Diushanbé, la localidad fue rebautizada Stalinabad, en homenaje a Iósif Stalin. En 1924 alcanzó el estatus de capital de la República Autónoma Tayika Soviética. Con la victoria del Ejército Rojo y la llegada del ferrocarril en 1929, la localidad, se convirtió en capital de la República Socialista Soviética de Tayikistán.

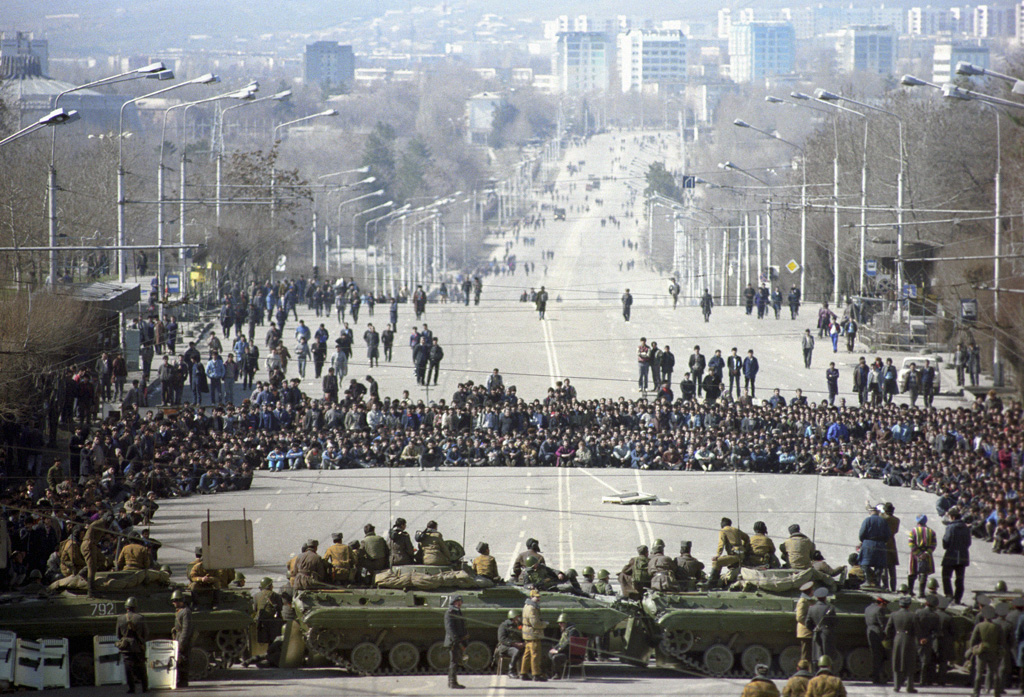
Revueltas de Dusambé en febrero de 1990.

Los soviéticos transformaron el área hasta convertirla en un centro de producción de algodón y seda, y realojaron a miles de personas provenientes de otras repúblicas de la Unión Soviética en la ciudad. En 1961, durante la era Nikita Jrushchov, la ciudad recuperó su nombre histórico.
La población también se incrementó debido a los miles de tayikos étnicos que emigraron a Tayikistán tras el paso de Bujará y Samarcanda a la República Socialista Soviética de Uzbekistán. Durante el periodo soviético Dusambé fue una ciudad tranquila y relativamente próspera, sede de Universidad Estatal Tayika y de la Academia Tayika de Ciencias. 
En 1990 se produjeron varios disturbios, tras descubrirse los planes para realojar a decenas de miles de refugiados armenios, hecho que alentó el sentimiento nacionalista local. Durante los subsiguientes enfrentamientos murieron veintidós personas.
La ciudad quedó muy dañada como resultado de la Guerra civil tayika, entre 1992 y 1997, que se produjo poco después de la independencia. Durante ese período la situación fue caótica.
El mástil más alto del mundo se encuentra en Dusambé, Tayikistán, con 165 metros de altura, y el cual está dentro del libro Guiness de los Récords como el mástil más alto del mundo. La bandera que ondea en este mástil tiene unas dimensiones de 60 metros de longitud y 30 metros de anchura, lo que implica 1800 metros cuadrados de bandera. Este mástil fue construido en 2011.

## Clima
Dusambé tiene un clima mediterráneo (Köppen: Csa), con fuertes influencias climáticas continentales (Köppen: Dsa). Los veranos son cálidos y secos y los inviernos son fríos, pero no excesivamente. El clima es más húmedo que otras capitales de Asia Central, con una precipitación anual promedio de más de 500 milímetros, ya que el valle circundante canaliza aire húmedo durante el invierno y la primavera. Los inviernos no son tan fríos como más al norte debido al apantallamiento de la ciudad por montañas desde el aire extremadamente frío de Siberia. Enero de 2008 fue particularmente frío y la temperatura bajó a -22 °C.
| Parámetros climáticos promedio de Dusambé (1991–2020, extremas 1926–present) | Parámetros climáticos promedio de Dusambé (1991–2020, extremas 1926–present) | Parámetros climáticos promedio de Dusambé (1991–2020, extremas 1926–present) | Parámetros climáticos promedio de Dusambé (1991–2020, extremas 1926–present) | Parámetros climáticos promedio de Dusambé (1991–2020, extremas 1926–present) | Parámetros climáticos promedio de Dusambé (1991–2020, extremas 1926–present) | Parámetros climáticos promedio de Dusambé (1991–2020, extremas 1926–present) | Parámetros climáticos promedio de Dusambé (1991–2020, extremas 1926–present) | Parámetros climáticos promedio de Dusambé (1991–2020, extremas 1926–present) | Parámetros climáticos promedio de Dusambé (1991–2020, extremas 1926–present) | Parámetros climáticos promedio de Dusambé (1991–2020, extremas 1926–present) | Parámetros climáticos promedio de Dusambé (1991–2020, extremas 1926–present) | Parámetros climáticos promedio de Dusambé (1991–2020, extremas 1926–present) | Parámetros climáticos promedio de Dusambé (1991–2020, extremas 1926–present) |
| Mes                                                                          | Ene.                                                                         | Feb.                                                                         | Mar.                                                                         | Abr.                                                                         | May.                                                                         | Jun.                                                                         | Jul.                                                                         | Ago.                                                                         | Sep.                                                                         | Oct.                                                                         | Nov.                                                                         | Dic.                                                                         | Anual                                                                        |
| ---------------------------------------------------------------------------- | ---------------------------------------------------------------------------- | ---------------------------------------------------------------------------- | ---------------------------------------------------------------------------- | ---------------------------------------------------------------------------- | ---------------------------------------------------------------------------- | ---------------------------------------------------------------------------- | ---------------------------------------------------------------------------- | ---------------------------------------------------------------------------- | ---------------------------------------------------------------------------- | ---------------------------------------------------------------------------- | ---------------------------------------------------------------------------- | ---------------------------------------------------------------------------- | ---------------------------------------------------------------------------- |
| Temp. máx. abs. (°C)                                                         | 21.8                                                                         | 27.7                                                                         | 32.2                                                                         | 35.3                                                                         | 38.8                                                                         | 43.0                                                                         | 43.7                                                                         | 45.0                                                                         | 38.9                                                                         | 36.8                                                                         | 31.9                                                                         | 24.3                                                                         | 45.0                                                                         |
| Temp. máx. media (°C)                                                        | 9.0                                                                          | 11.0                                                                         | 17.0                                                                         | 22.8                                                                         | 27.9                                                                         | 33.6                                                                         | 36.4                                                                         | 35.5                                                                         | 31.3                                                                         | 24.4                                                                         | 16.7                                                                         | 11.1                                                                         | 23.1                                                                         |
| Temp. media (°C)                                                             | 3.1                                                                          | 5.0                                                                          | 10.5                                                                         | 15.8                                                                         | 20.1                                                                         | 25.1                                                                         | 27.4                                                                         | 26.0                                                                         | 21.2                                                                         | 14.7                                                                         | 9.0                                                                          | 4.6                                                                          | 15.2                                                                         |
| Temp. mín. media (°C)                                                        | -0.9                                                                         | 0.5                                                                          | 5.5                                                                          | 10.1                                                                         | 13.4                                                                         | 17.2                                                                         | 18.9                                                                         | 17.2                                                                         | 12.7                                                                         | 7.8                                                                          | 3.8                                                                          | 0.4                                                                          | 8.9                                                                          |
| Temp. mín. abs. (°C)                                                         | -26.6                                                                        | -17.6                                                                        | -12.9                                                                        | -6.1                                                                         | 1.2                                                                          | 8.4                                                                          | 10.9                                                                         | 8.2                                                                          | -1.0                                                                         | -4.4                                                                         | -13.5                                                                        | -19.5                                                                        | -26.6                                                                        |
| Precipitación total (mm)                                                     | 100                                                                          | 95                                                                           | 102                                                                          | 112                                                                          | 75                                                                           | 17                                                                           | 4                                                                            | 1                                                                            | 4                                                                            | 29                                                                           | 55                                                                           | 60                                                                           | 654                                                                          |
| Días de precipitaciones (≥ 1.0 mm)                                           | 8.5                                                                          | 9.1                                                                          | 13.4                                                                         | 9.8                                                                          | 7.8                                                                          | 1.5                                                                          | 0.7                                                                          | 0.1                                                                          | 0.8                                                                          | 3.7                                                                          | 5.3                                                                          | 8.1                                                                          | 68.8                                                                         |
| Horas de sol                                                                 | 120                                                                          | 121                                                                          | 156                                                                          | 198                                                                          | 281                                                                          | 337                                                                          | 352                                                                          | 338                                                                          | 289                                                                          | 224                                                                          | 164                                                                          | 119                                                                          | 2699                                                                         |
| Humedad relativa (%)                                                         | 69                                                                           | 67                                                                           | 65                                                                           | 63                                                                           | 57                                                                           | 42                                                                           | 41                                                                           | 44                                                                           | 44                                                                           | 56                                                                           | 63                                                                           | 69                                                                           | 57                                                                           |
| Fuente n.º 1: Погода и климат Deutscher Wetterdienst                         |                                                                              |                                                                              |                                                                              |                                                                              |                                                                              |                                                                              |                                                                              |                                                                              |                                                                              |                                                                              |                                                                              |                                                                              |                                                                              |
| Fuente n.º 2: NOAA (sun, 1961–1990)                                          |                                                                              |                                                                              |                                                                              |                                                                              |                                                                              |                                                                              |                                                                              |                                                                              |                                                                              |                                                                              |                                                                              |                                                                              |                                                                              |

## Gobierno
La ciudad Dusambé es un centro político, industrial, científico, histórico y cultural del país. 
Se encuentran en ella el Palacio Presidencial, el Parlamento, todos los ministerios e instituciones, las oficinas de los bancos comerciales, las embajadas, las oficinas de las grandes corporaciones y de las organizaciones humanitarias.

## División administrativa
Dusambé está dividida en los siguientes cinco distritos: 
- Frunzensky I
- Frunzensky II
- Ismoila Somoni
- Zheleznodorozhny
- Centro

## Economía

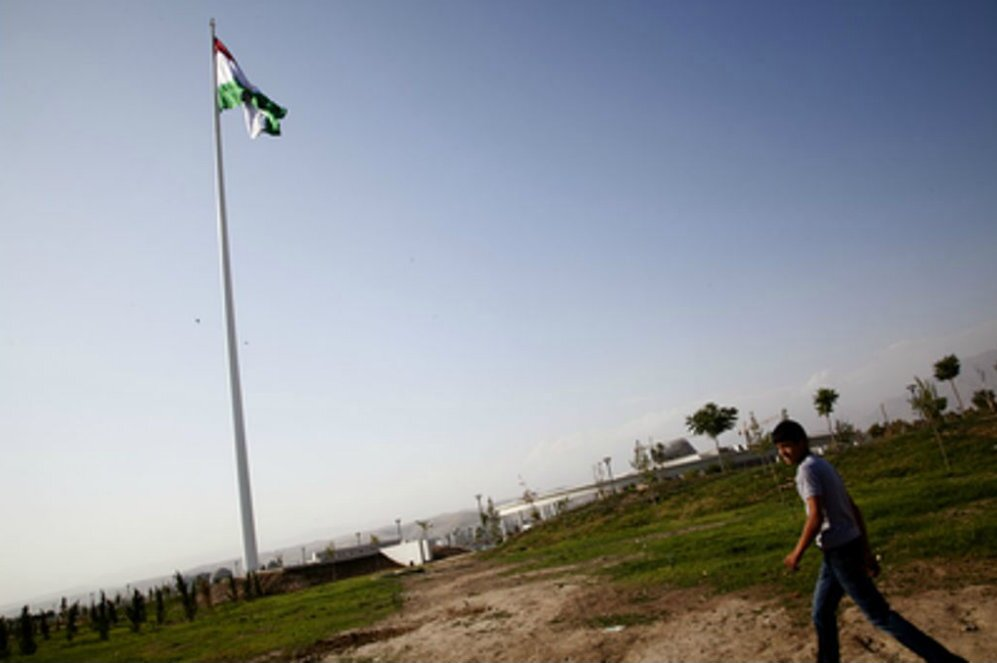
El Mástil de Dusanbé fue el más alto del mundo desde 2011 hasta 2014

Próximas a Dusambé se encuentran varias minas de carbón, plomo, y arsénico. Dusambé es un importante centro textil, principalmente debido al algodón, aunque también produce seda, maquinaria, electrodoméstico, objetos de cuero, componentes de tractor y productos para la alimentación.
En los últimos tiempos, el tráfico de drogas ha adquirido un peso creciente en la economía local.

## Transporte

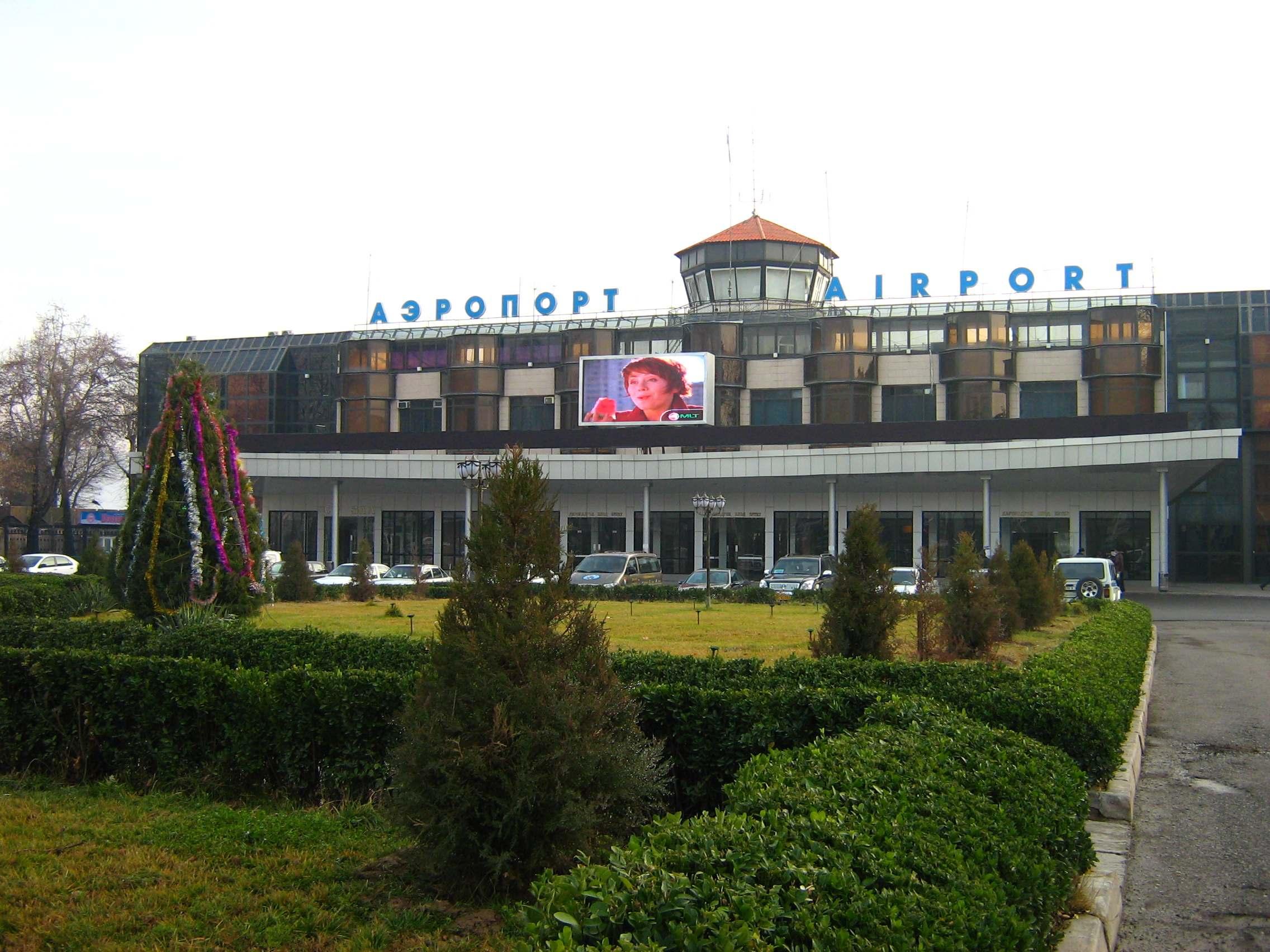
Aeropuerto de Dusambé.

En la ciudad se encuentra el Aeropuerto de Dusambé, el principal del país. Allí tiene su base la aerolínea Tajik Air. La localidad es asimismo un importante centro automotor y ferroviario. La estación de ferrocarril de Dusambé conecta la capital con el resto de ciudades del país y hacia Rusia, con trenes a Moscú y Kazán.

### Transporte aéreo
El primer vuelo a la ciudad fue desde Bujará el 3 de septiembre de 1924 del avión Junkers F-13 pilotado por Rashid Beck Ahriev y Peter Komarov; el servicio comenzó a funcionar tres veces por semana desde el pequeño aeródromo de la actual Avenida Rudaki. En 1927 se inauguró la segunda ruta aérea en la Unión Soviética de Taskent a Samarkanda a Termez a Dushanbe en el Junkers F-13, dos años antes de la introducción de los automóviles y cinco antes del ferrocarril. Se creó un pequeño aeropuerto de Stalinabad, y en 1930 se construyó un aeropuerto de primera clase en la ciudad. El primer vuelo regular de la ciudad a Moscú comenzó en 1945 en el Li-2. La aerolínea estatal, Tojikiston, que ahora se conoce como Tajik Air, se creó en 1949. En los años 50 y 60, se introdujeron muchos aviones nuevos en la flota aérea civil tayika. La Administración de la Aviación Civil de Tayikistán obtuvo el primer puesto de la URSS por su eficiencia en la década de 1980.

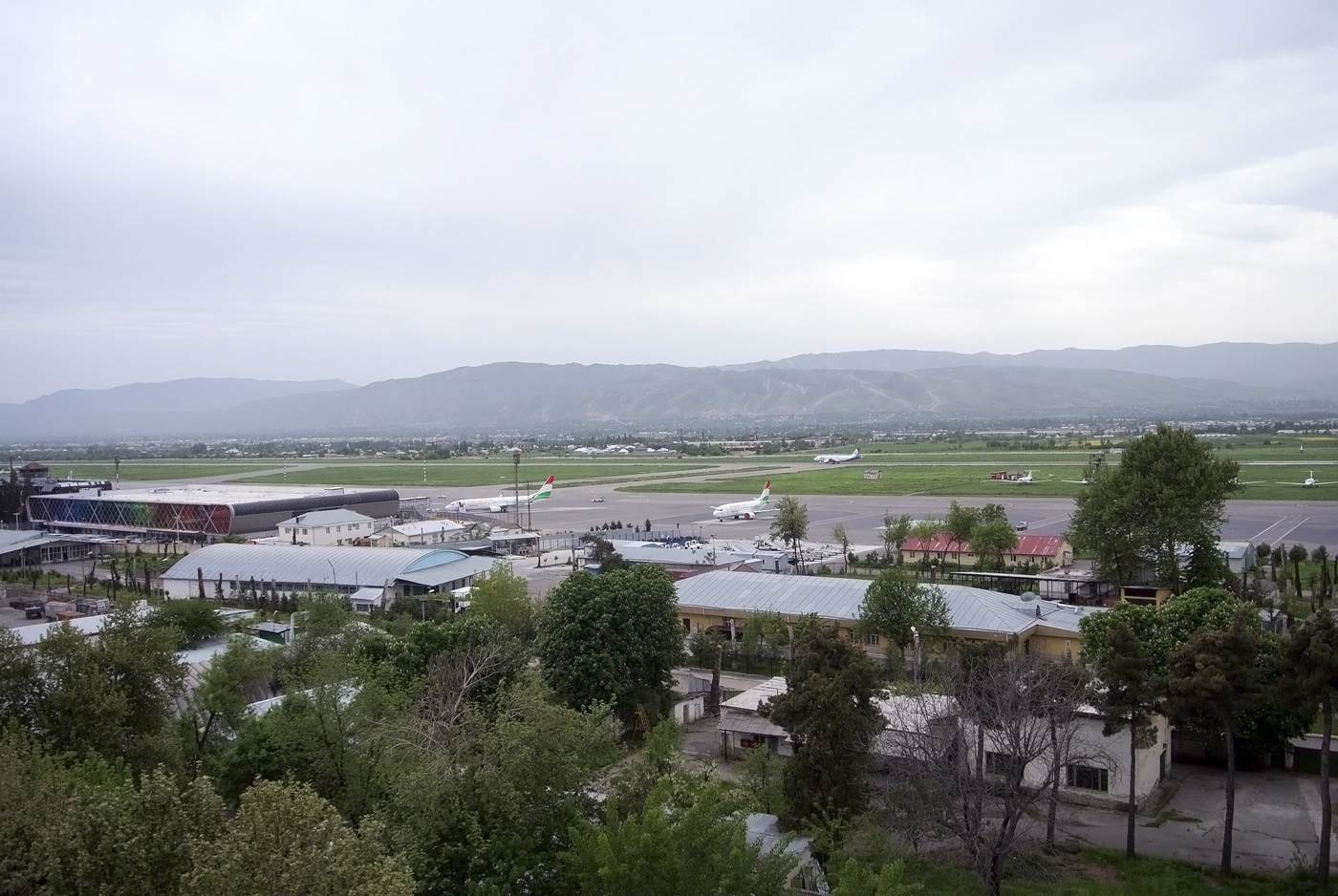
Vista del aeropuerto internacional de Dushanbe
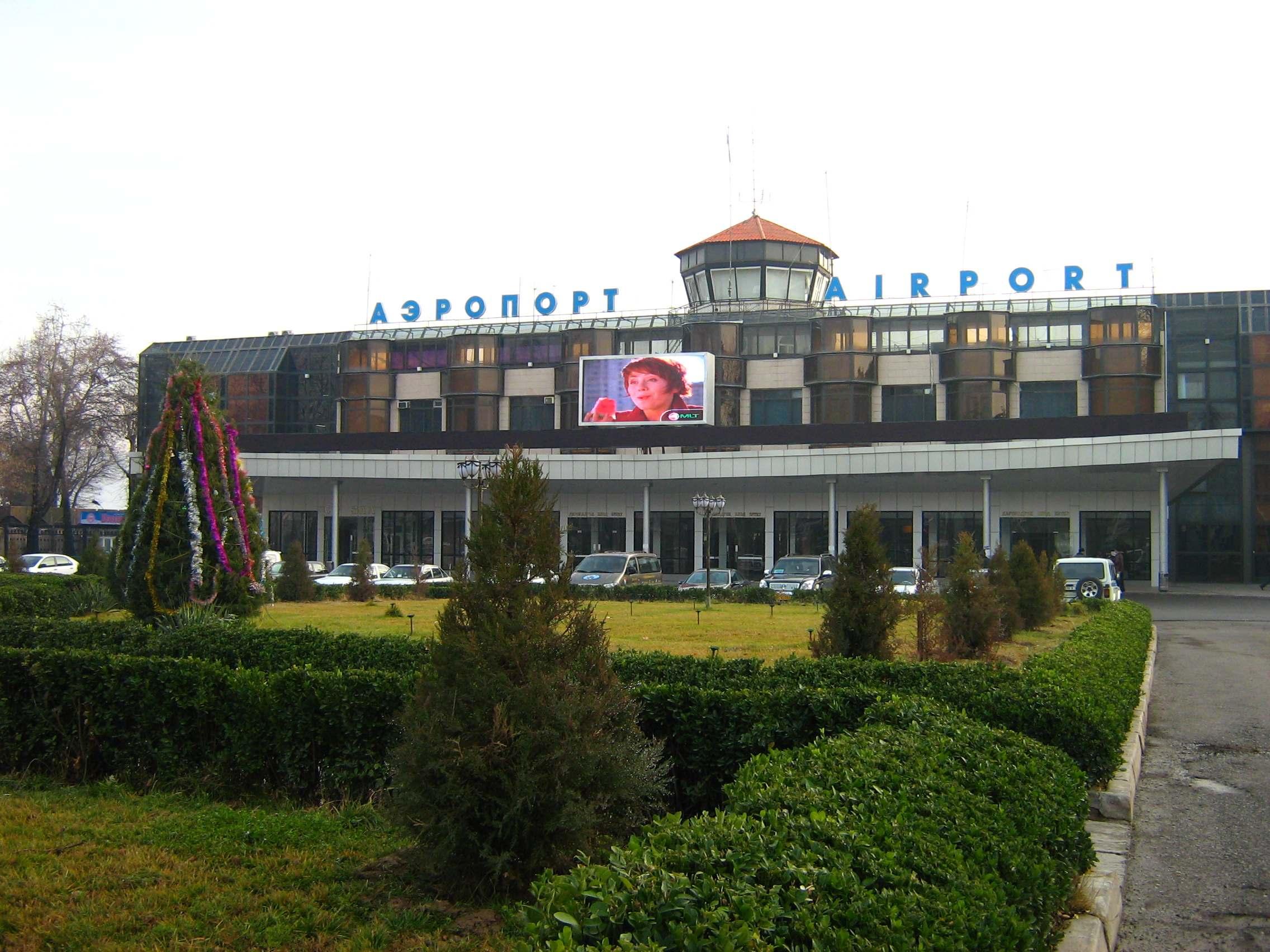
Terminal del Aeropuerto Internacional de Dushanbe
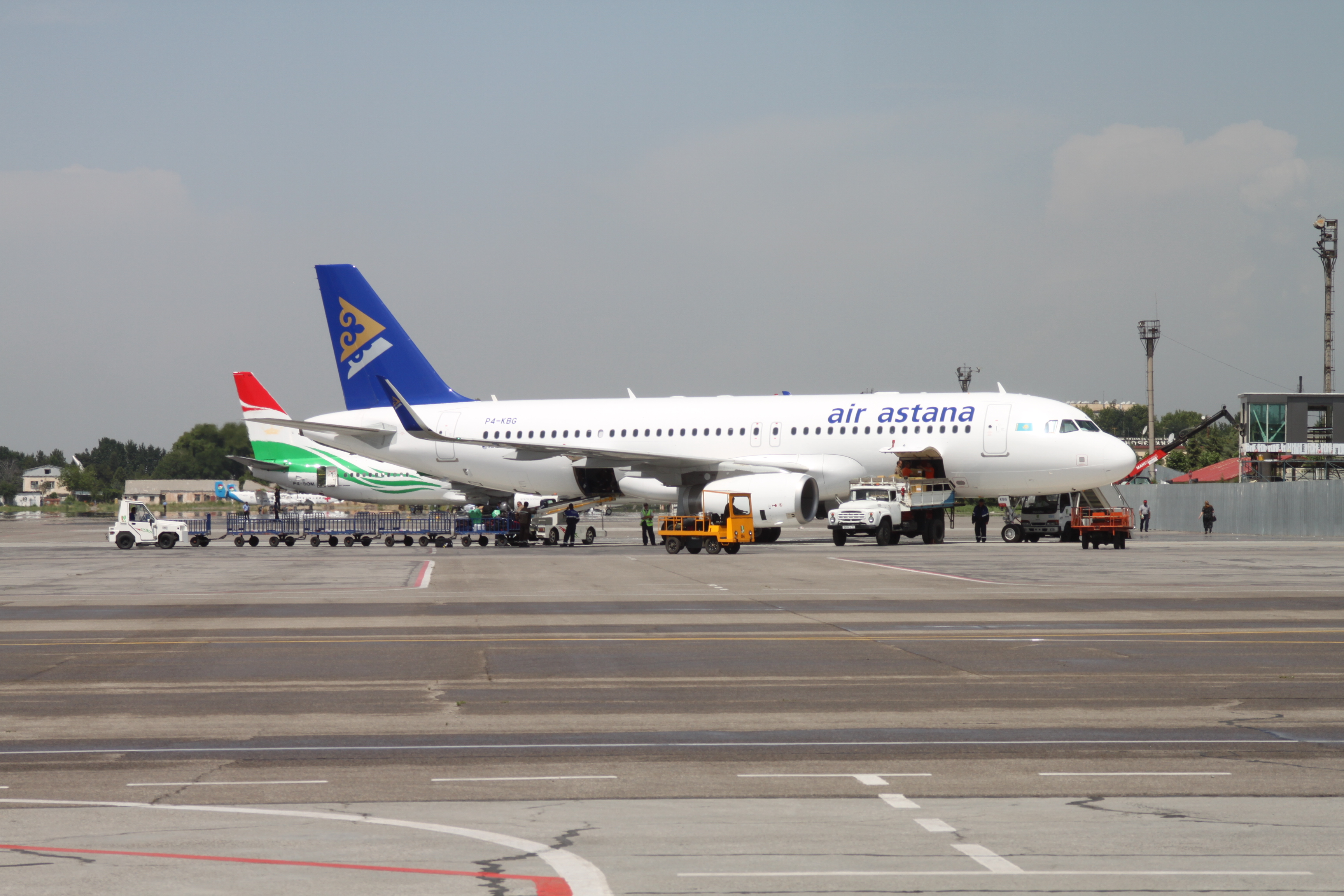
Avión de Air Astana en el aeropuerto internacional de Dushanbe

En la ciudad está el Aeropuerto Internacional de Dushanbe que, en abril de 2015, contaba con vuelos regulares a Ürümqi, Kabul, Delhi, Dubái, Estambul, Fráncfort y a las principales ciudades de Rusia y Asia Central, entre otras. Tajik Air tenía su sede en los terrenos del Aeropuerto de Dushanbe en Dushanbe. Somon Air, inaugurada en 2008, tiene su sede en Dushanbe. El gobierno planeaba dedicar el 0,18% del PIB de Tayikistán al desarrollo de la aviación en gran parte en Dushanbe. Inversores japoneses crearon una terminal de carga en el aeropuerto, con un coste de 28 millones de dólares.

### Sistema de carreteras
La primera carretera del país, de principios del siglo XIX, fue la de Guzor, recorrida por camellos, y convertida en una carretera moderna por los soviéticos. La primera línea de autobuses se puso en marcha en 1930 y el servicio de taxis comenzó en 1937. Los automóviles son la principal forma de transporte en el país y en Dushanbe. Una importante carretera atraviesa las montañas desde Juyand hasta Dushanbe a través del Túnel de Anzob, construido por un operador iraní. Una segunda carretera principal va del este de Dushanbe a Jorog, en la Provincia de Alto Badajshán (antiguo Gorno-Badajshán), luego a Murghob, y después se divide en carreteras hacia China y Kirguistán.
Muchos proyectos de construcción de carreteras y túneles están en marcha o se han completado en 2014. Los principales proyectos incluyen la rehabilitación de las carreteras Dushanbe-Chanak (frontera uzbeka), Dushanbe-Kulma (frontera china), Qurghonteppa-Nizhny Pyanj (frontera afgana) y la construcción de túneles bajo los puertos de montaña de Anzob, Shakhristan, Shar-Shar y Chormazak.

### Transporte ferroviario

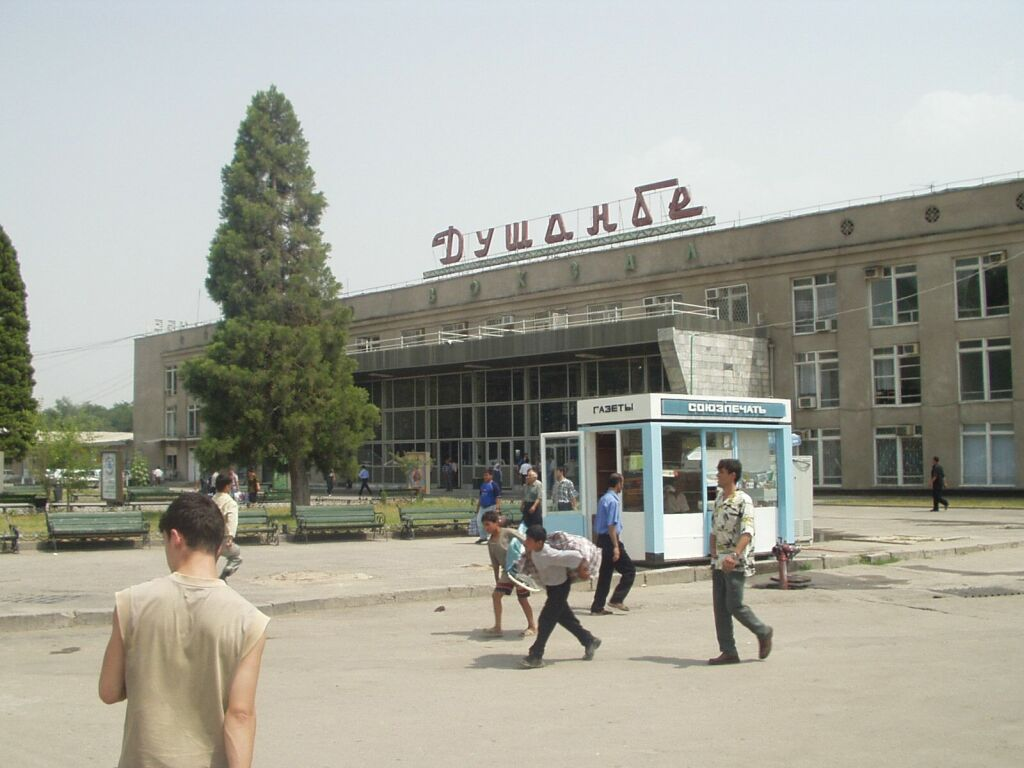
Estación de ferrocarril de Dusambé

La primera línea ferroviaria de Dushanbe, que tenía una longitud de 245 km se construyó de 1926 a 1929 y se inauguró el 10 de septiembre de 1929 desde Vhadat a Dushanbe a Termez que finalmente conectó Dusambé con Moscú. En 1933 y 1941, se tendieron otras dos líneas de ferrocarril de vía estrecha desde Dushanbe, hasta Gulpista y Kurgan-Tyube. En 2002, tomó el relevo una nueva administración ferroviaria que modernizó el sistema.
En la actualidad, los principales ferrocarriles de Tayikistán se encuentran en la región sur y conectan Dusambé con las zonas industriales de los valles del Gissar y del Vakhsh y con Uzbekistán, Turkmenistán, Kazajistán y Rusia. Los ferrocarriles de Tayikistán son propiedad de los Ferrocarriles Tayikos, que los explotan. A principios de la década de 2000, se construyó una nueva línea de ferrocarril desde Dushanbe a Gharm hasta Jirghatol que conectaría el país con Rusia, Kazajistán y Kirguistán sin pasar por Uzbekistán debido a las actuales tensiones geopolíticas. El gobierno también está promoviendo una línea propuesta desde Dushanbe a Herat y Mashad. El 18 de junio de 2018, el primer ferrocarril entre Dusambé y Nur-Sultan, la capital de Kazajistán, completó su viaje a través de la región uzbeka de Karakalpakstan. El sistema ferroviario del norte de Tayikistán sigue aislado de sus otras líneas ferroviarias, incluidas las de Dushambé. También hay un servicio de Dusambé a Khujand y a la ciudad norteña uzbeka de Pakhtaabad.

### Sistema de trolebuses

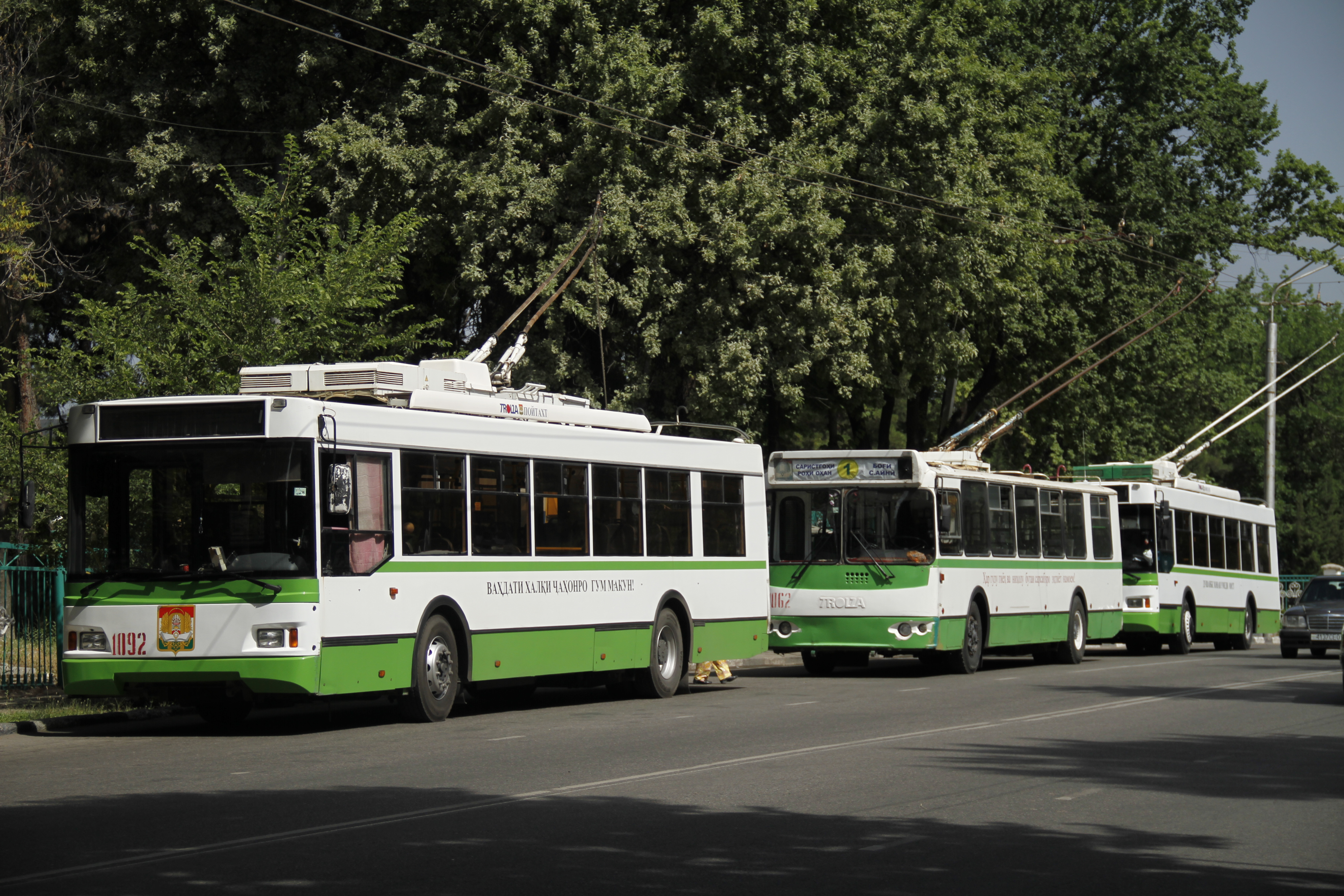
Trolebuses en Dusambé

Los Sistema de trolebuses de Dushanbe comenzaron el 6 de abril de 1955 cuando se organizó una administración de trolebuses en la ciudad. El 1 de mayo de 1955, el primer trolebús Trolza comenzó a funcionar en la avenida Lenin, la principal de Dusambé. Se siguieron añadiendo rutas en 1957 y 1958 y, en 1967, se abrieron 9 rutas y la longitud de la red alcanzó 49 km. La colapso de la Unión Soviética provocó una crisis en el sistema, ya que el precio del combustible aumentó y los saqueos se convirtieron en un problema constante, con un incidente ocurrido en la estación central de autobuses que llevó a la suspensión temporal de las líneas. Durante este periodo, el número de trolebuses se redujo de un máximo de 250 a finales de los 80 a sólo 45-50. En 2004 se encargaron 100 trolebuses nuevos, que se entregaron un par de años después y contribuyeron a la reanudación del servicio.
En 2020, el Banco Europeo de Reconstrucción y Desarrollo dio 8 millones de dólares para reparar el sistema. En 2020, Dusambé contaba con 7 rutas de trolebuses con 11 millones de pasajeros al año. Aunque los trolebuses eran el principal medio de transporte en la época soviética, hoy en día sólo representan el 2% de los viajes motorizados.
Los trolebuses de Dushanbe se basan en el diseño del trolebús ZiU-9.
- TrolZa-5264.01 "Capital" (números 1000-1003);
- ZiU-682H-016 (012) (nos 1004-1039, 2000-2027);
- ZiU-682H-016 (018) (nos 1042, 1053, 1054, 1058, 1059, 1072-1083, 2038, 2046, 2051-2079);
- ZiU-682V (nos 1177, 2095, 2099).[34]

### Sistema de metro
La construcción de un sistema de metro sobre el suelo está prevista para 2025. Se espera que la primera línea de metro aéreo esté terminada en 2040 y conecte la Puerta Sur y Gulliston (zona del circo).

## Sitios de interés
- Mezquita de Haji Yakoub
- Museo de Etnografía
- Museo Tayiko Unificado
- Antigua Sinagoga de Dusambé
- Palacio de la Nación